# Courtney Williams
Courtney Carl Williams (* 31. Januar 1991 in Kingstown) ist ein vincentischer Leichtathlet, der sich auf den Sprint spezialisiert hat.

## Biografie
Courtney Williams startete bei den Olympischen Spielen 2012 in London im 100-Meter-Lauf, schied jedoch knapp als Dritter seines Vorlaufs vorzeitig aus. Während der Abschlussfeier war er Fahnenträger der vincentischen Mannschaft.
Bei den Weltmeisterschaften 2013 in Moskau belegte Williams den 49. Platz über 200 Meter.